# Gliceraldeide-3-fosfato deidrogenasi (NADP+) (fosforilante)
La gliceraldeide-3-fosfato deidrogenasi (NADP+) (fosforilante) è un enzima appartenente alla classe delle ossidoreduttasi, che catalizza la seguente reazione:
D-gliceraldeide-3-fosfato + fosfato + NADP+ ⇄ 3-fosfo-D-gliceroil fosfato + NADPH + H+